# Bartsia alpina
Bartsia alpina es una especie de planta de la familia Orobanchaceae de floración perenne, conocida por el nombre común bartsia alpina o campanillas de terciopelo. Se encuentra en las regiones montañosas de Europa, y también en Islandia, Groenlandia y Canadá nororiental.

## Descripción
Bartsia alpina es una planta perenne hemiparasítica con un rizoma leñoso, creciendo a una altura de entre 8 y 30 cm. El tallo es recto y a veces ramificado, peludo y de color morado. Las hojas están situadas en pares opuestos, con formas de hoja ovalada hasta 25 mm, largas y con los márgenes dentados. En la base de la planta las hojas son verdes, pero más arriba tienen tintes morados.

La corola es de color púrpura oscuro  y mide aproximadamte 20 mm de largo. Es estrecha en su base y tiene dos labios, uno superor obtuso y uno inferior más pequeño más bajo, con tres lóbulos romos de igual tamaño. Tiene cuatro estambres unidor a la corola y dos ovarios unidos al pistilo. Su fruto es una cápsula marrón ovalada .

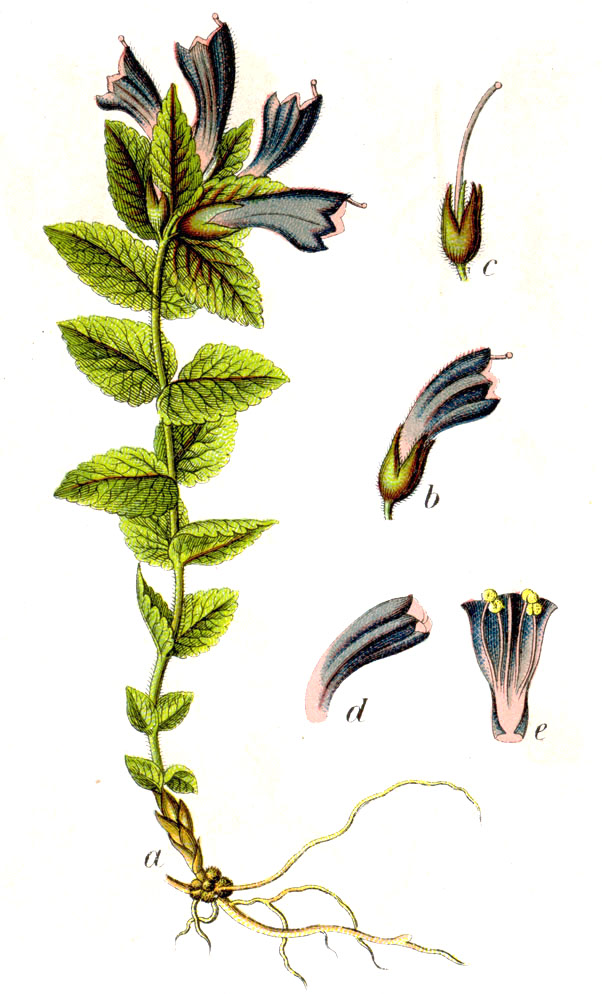
Ilustración botánica por Jacob Sturm, 1796
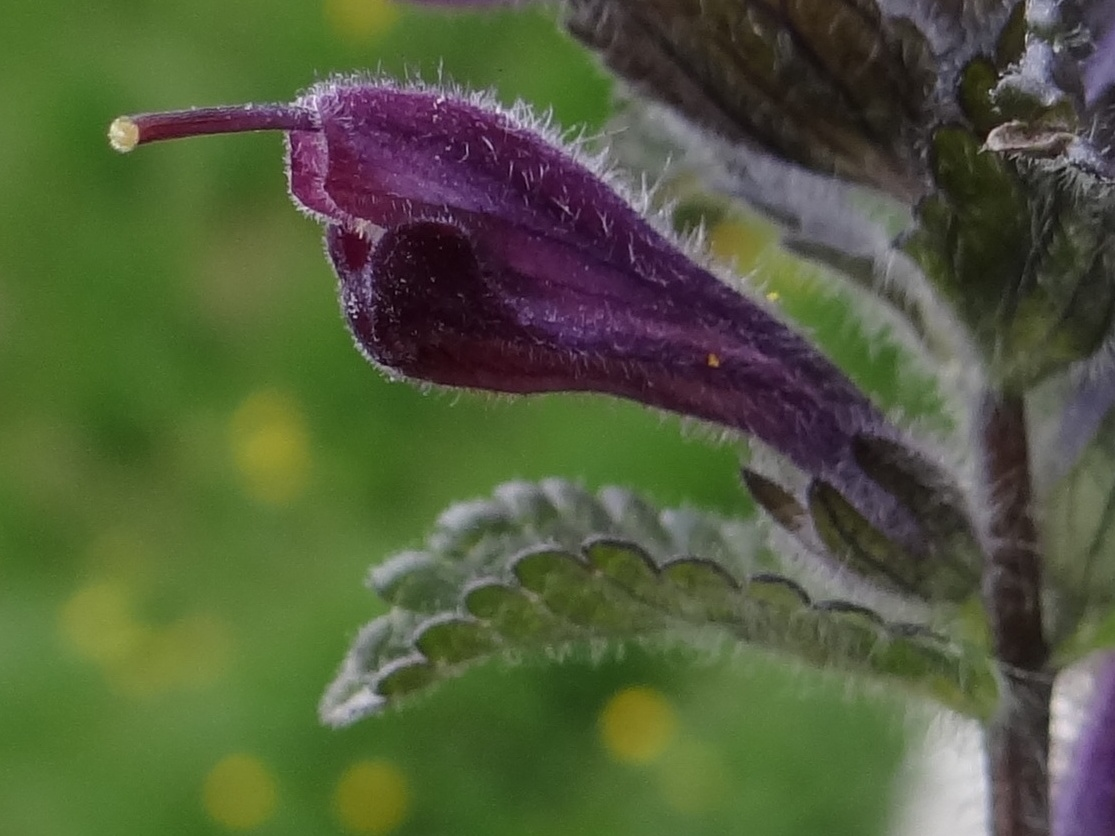
Primer plano de la flor

## Distribución y hábitat
Bartsia alpina está distribuida a través de las montañas árticas europeas, y también ha sido observada en Norteamérica. Se halla en las regiones montañosas del norte de Rusia, Finlandia, Noruega y Suecia, y en los Alpes y otras montañas en Europa Central, en puntos tan al sur como los Pirineos y en el suroeste de Bulgaria; también se encuentra en Islandia, Groenlandia y nororiental Canadá.
Su distribución en las islas británicas es muy limitada, ocurriendo sólo en unas cuantas ubicaciones áreas montañosas de Inglaterra del norte, y en el centro de las Tierras Altas de Escocia. Solía encontrarse en pastizales húmedos, bancales, aroyos, y otras localizaciones empinadas y húmedas, pero gran parte de los ejemplares han desaparecido de estas zonas por los rebaños de ganado.